# Фон (мова)
Фон — мова, що належить до нігеро-конголезької макросімʼї, вольта-нігерської сімʼї. Поширена в Беніні (департаменти Атлантичний, Літораль, Зу) і Того (регіон Плато). В Беніні мова використовується в управлінні, торгівлі, навчальній (вивчається в початковій школі) та релігійній сферах. Виходять газети, журнали, радіо- і телепередачі.

## Писемність
В Беніні латинська абетка для мови фон має наступний вигляд.
| A a | B b | C c  | D d | Ɖ ɖ | E e | Ɛ ɛ | F f | G g | Gb gb |
| --- | --- | ---- | --- | --- | --- | --- | --- | --- | ----- |
| /a/ | /b/ | /t͡ʃ/ | /d/ | /ɖ/ | /e/ | /ɛ/ | f/  | /g/ | /ɡ͡b/  |

| H h | I i | J j  | K k | Kp kp | L l | M m | N n | Ny ny | O o |
| --- | --- | ---- | --- | ----- | --- | --- | --- | ----- | --- |
| /h/ | /i/ | /d͡ʒ/ | /k/ | /k͡p/  | /l/ | /m/ | /n/ | /ɲ/   | /o/ |

| Ɔ ɔ | P p | R r | S s | T t | U u | V v | W w | X x | Y y | Z z |
| --- | --- | --- | --- | --- | --- | --- | --- | --- | --- | --- |
| /ɔ/ | /p/ | /r/ | /s/ | /t/ | /u/ | /v/ | /w/ | /x/ | /j/ | /z/ |

- Носові голосні передаються написанням букви n після букви для голосного: an [ã], en [ẽ], ɛn [ɛ̃], in [ĩ], on [õ], ɔn [ɔ̃], un [ũ].
- Тони передаються шляхом простановки над буквами для голосних діакритичних знаків: акут (´) — високий тон; гравіс (`) — низький; гачек (ˇ) — ковзаючий. Середній тон позначається написанням букв для голосних без перерахованих діакритичних знаків. Зазвичай, тони ставляться лише в словах, що потребують уточнення значення.